# Suliman
Suliman (mađ. Szulimán) je selo u južnoj Mađarskoj.
Zauzima površinu od 10,49 km četvornih.

## Ime
Usprkos vjerovanjima, ime sela ne dolazi od "Sulejman", nego prema sorti vinove loze koja raste po brdima, Szőlőmál-u. Početkom 15. st. se ovdašnja župa u spisima nalazi zapisana kao Zelewmal.

## Zemljopisni položaj
Nalazi se na 46° 8' sjeverne zemljopisne širine i 17° 48' istočne zemljopisne dužine. Rašađ je 3 km sjeverozapadno, Laslov je 1 km sjeveroistočno, Možgaj je 1,5 km istočno, Čerta je 2 km južno, Vislovo je 2 km jugozapadno.

## Upravna organizacija
Upravno pripada Sigetskoj mikroregiji u Baranjskoj županiji. Poštanski broj je 7932.

## Povijest
Oko 1500-te, bila je posjedom Bálinta Töröka. 
Nakon odlaska Turaka, Hrvati i Mađari se vraćaju u ove krajeve. 1800-tih u ove krajeve su doseljeni i Nijemci.

## Kultura
U Sulimanu su 1880. mjesni Hrvati sagradili crkvu posvećenu svetom Mihovilu.

## Stanovništvo
Suliman ima 274 stanovnika (2001.). Većina su Mađari koji čine 77%, Romi čine blizu 2%. Nepoznato je 23%. Rimokatolika je 2/3, a kalvinista 7%.

## Vanjske poveznice
- (engl.) Suliman na fallingrain.com